# 村岡啓介
村岡 啓介（むらおか けいすけ、1975年10月18日 - ）は、北海道札幌市出身のラジオパーソナリティ。

## 略歴
放送局入社志望だったが就職に失敗し、大学卒業後は北海道内の温泉旅館に勤務。予約係や営業推進を担当する。新ホテル開業準備の広報窓口を担当したことを機にメディアの仕事への情熱が蘇り、オーディションを受けて2004年にFMおたる入局。パーソナリティの他イベント司会やスタジアムDJなどを務める。
2017年から「まるごと!エンタメ〜ション」の「まるごと!Otaru海だより」を担当したことをきっかけに、STVラジオを中心に札幌のラジオ局でも活動する。
趣味は落語で、小樽出身の林家とんでん平に師事し「俺美家一声(おりびや いっせい)」の高座名を持つ。

## 出演番組
FMおたる
- ASAKATSU!
- 明日へ向かってスクラムトライ!
- CONNECT!
- ワインだより北海道
- WINGBAY STATION

STVラジオ
- まるごと!エンタメ〜ション 「まるごと!Otaru海だより」
- 村岡啓介 フリースタイルサンデー
- 村岡啓介 Re:Fresh!
- リクエストプラザ（2023年4月 - 水曜日担当、2024年4月3日 - 水・木曜日担当）
- COCONO Sラジ（2024年4月4日 - 2025年3月27日）木曜日担当

AIR-G'
- 北川久仁子のbrilliant days×F - 不定期で「道内各地にZOOM IN!」コーナーにFMおたる代表として出演。